# ブラバム・BT18
ブラバム・BT18 (Brabham BT18) は、ブラバムによって1966年に投入されたレーシングカーである。

## 概要
BT18は、フォーミュラ2（F2）とフォーミュラ3（F3）に参戦することを念頭に設計された車両である。1966年の時点で、フォーミュラカーの車体設計はロータスのコーリン・チャップマンがもたらしたモノコック構造が主流となりつつあり、F2もそうした趨勢下にあったが、BT18には、設計者のロン・トーラナックの方針により、昔ながらの鋼管スペースフレーム構造が引き続き用いられた。
車体番号「F2-18-66」と「F2-19-66」の2台がブラバムのワークス車両として1966年にF2に投入された。F2参戦にあたり、エンジンは、前年のBT16に引き続き、本田技研工業（ホンダ）製の1リッター・直列4気筒エンジンが搭載され、ホンダはこの年新たにRA302Eエンジンを開発した。同車は年間で13戦12勝、12連勝を達成するという活躍をした。開幕から連勝を続け、5月初めの時点で「不敗（unbeatable）」と呼ばれた。
1リッター規定のF2はこの年で終了し、ホンダもF2における活動を終えた。結果として、F2におけるブラバムの活動としては、この年が最良の年となった。
フォーミュラ1（F1）では、例外的にF2規定車の出走が許されていた1966年ドイツグランプリでプライベーターがBT18を参戦させている。

### 製造台数
計46台が製造された。内訳は、F2仕様の「BT18」が6台、F3仕様の「BT18A」が32台、ホンダの依頼により製造された「BT18B」が8台となる。
BT18Bはホンダレーシングスクール用に製造された車両で、エンジンはフォード・ケントエンジンが搭載された。（→#日本に渡った個体）

## ホンダ・RA302Eエンジン

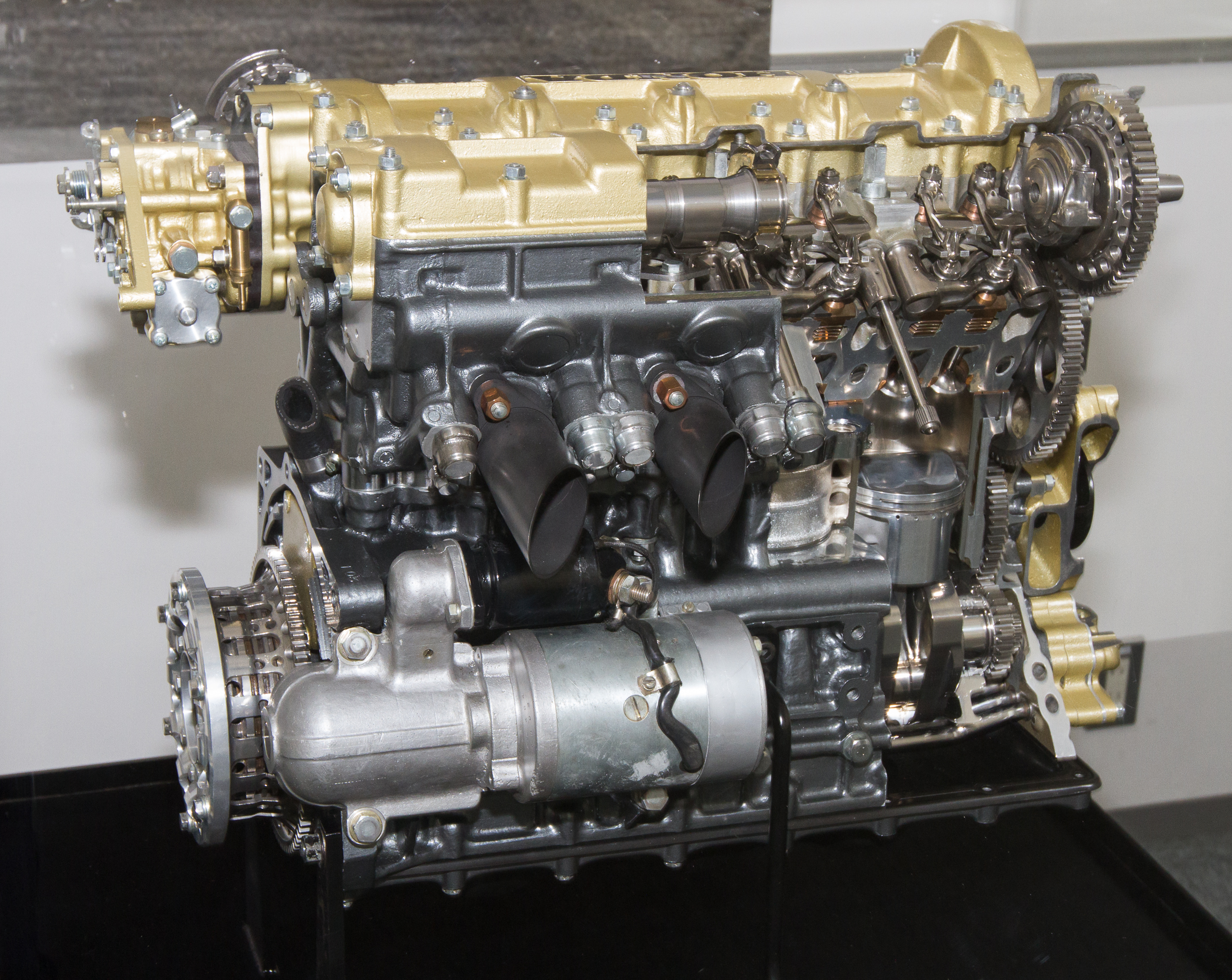
ホンダ・RA302Eエンジン（1966年）

前年1965年にワークスチームが使用していた先代「BT16」は、シーズン序盤のみホンダのRA300Eエンジンを搭載していたが、不出来なエンジンだったため、搭載を中止し、その後は基本的にコスワースを搭載していた。
この1966年に向けて、ホンダはボア径とストローク長を改めるなど設計を大きく見直したRA302Eエンジンを用意した。このエンジンの最高出力は150馬力に達し、これはコスワースよりも20馬力は上だったとされる。このエンジンを設計したのは本田技術研究所のエンジニアである久米是志（後の本田技研工業・第3代社長）で、その片腕を務めた川本信彦（同・第4代社長）がブラバムに派遣され、エンジニア兼メカニックとして働いた。
この時に川本はジャック・ブラバムとトーラナックから「ホンコンメカニック」と呼ばれ、久米と同様、レーシングカーの設計について数々の教えを受けた。川本とブラバム、トーラナックとの親交はその後も長く続くことになり、ホンダの第2期F1参戦初期にも、ブラバムとトーラナックはホンダ（川本）をそれぞれ異なる形で手助けすることになった。

## 日本に渡った個体
1966年末に、鈴鹿サーキットの運営会社であるテクニランド（現在のホンダモビリティランド）が、鈴鹿サーキットのレーシングスクール用として、「約20台」のブラバムを購入した。内訳は不明だが、F2仕様（1.6リッター規定）のBT18と、F3仕様のBT16だったとされる。
テクニランドが購入したのは、鈴鹿サーキットにレーシングスクールを開設し、そこで使用することを念頭に置いたものである。そうした構想が生じたのは、1964年の第2回日本GP後、「いずれ鈴鹿サーキットでもフォーミュラカーのレースをしなければ」という話があったためで、そのためには、フォーミュラカーの知識やドライビングテクニックなどを基礎から教えるレーシングスクールが不可欠、という考えが生まれた。
しかし、日本グランプリの開催は1966年の第3回大会からは富士スピードウェイに移ったため、そうした話は立ち消えとなっていた。
購入されたブラバムは1年以上に渡って倉庫にしまわれていたが、富士スピードウェイで開催された日本GPでは、第3回大会で開催されたエキシビジョンレースを経て、1967年の第4回大会では、本格的なフォーミュラカーレースが行われた。このレースはF1からF3規格までのフォーミュラカーをクラス分けはしつつ混走させる形式（フォーミュラ・リブレ）で開催され、ここで、鈴鹿サーキットに死蔵されていたブラバムを活用しようという話がレース参加者たちの側から持ち上がった。
テクニランドは保有する20台の半数にあたる10台を国内のプライベーターに売却し、それらの車両は、以降、「日本スピードカップ」として開催されたフォーミュラカーレースにおいて用いられるようになった。
これらは、放出された状態そのままでコスワースの1リッターエンジンとヒューランドの5速トランスミッションを組み合わせた状態で使用されたものもあれば、エンジンを三菱・コルトF3、日産・サニー（初代・1000㏄）、ロータス・エランといった車両のエンジンに換装して使用された車両もあった。ホンダ製のエンジンを用いる場合、ホンダ・S800のエンジンが使用され、チューニングは鈴鹿サーキットのレーシング・サービス・クラブ（RSC）が手掛けた。
当時の日本のレースで使用されていたフォーミュラカーは国産の手作りの車体が多かったが、ブラバムはそれらと比較して高いポテンシャルを備えていた。このブラバムが日本国内のレースに参戦するようになったことは、日本国内のシャシー製造者にも刺激を与えたと言われている。

## レース戦績
(key)（太字はポールポジション、斜体はファステストラップ）

### F1における成績
| 年     | チーム                           | エンジン                     | タイヤ | ドライバー         | 1   | 2   | 3   | 4   | 5   | 6   | 7   | 8   | 9   | ポイント | 順位 |
| 1966年 |                                  |                              |        |                    | MON | BEL | FRA | GBR | NED | GER | ITA | USA | MEX |          |      |
| ------ | -------------------------------- | ---------------------------- | ------ | ------------------ | --- | --- | --- | --- | --- | --- | --- | --- | --- | -------- | ---- |
| 1966年 | カルテックス・レーシングチーム   | フォード・コスワース・SCA L4 | D      | クルト・アーレンス |     |     |     |     |     | Ret |     |     |     | -        | -    |
| 1966年 | ロイ・ウィンケルマン・レーシング | フォード・コスワース・SCA L4 | D      | ハンス・ヘルマン   |     |     |     |     |     | 11  |     |     |     | -        | -    |
| 1966年 | ロイ・ウィンケルマン・レーシング | フォード・コスワース・SCA L4 | D      | アラン・リーズ     |     |     |     |     |     | Ret |     |     |     | -        | -    |

### F2における成績
ブラバムワークスチーム
F2の「ヨーロッパ選手権」が始まったのは1967年シーズンからで、ワークスBT18が参戦した1966年の記録は、イギリスとフランスの国内選手権のレースや単発のF2レースによるものとなる。
| 年     | ドライバー         | 1*               | 2            | 3     | 4              | 5          | 6                  | 7      | 8        | 9                | 10         | 11       | 12       | 13     | 14             |
| 1966年 |                    | オウルトンパーク | グッドウッド | ポー  | モンジュイック | ゾルダー   | クリスタル・パレス | ランス | ルーアン | カールスコーガー | ケイモラ   | モンレリ | ル・マン | アルビ | ブランズハッチ |
| ------ | ------------------ | ---------------- | ------------ | ----- | -------------- | ---------- | ------------------ | ------ | -------- | ---------------- | ---------- | -------- | -------- | ------ | -------------- |
| 1966年 | ジャック・ブラバム |                  | 1            | 1     | 1              | 1          | 1                  | 1      | DNF      | 1                | 1          | 1        | DNF      | 1      | 2              |
| 1966年 | デニス・ハルム     |                  | 2            | 2     | 3**            | 2          | 2                  | DNF    | 1        | 2                | 2          | 3        | 1        |        |                |
| 1966年 | クリス・アーウィン |                  |              |       |                |            |                    |        |          |                  |            |          |          | 3      | DNF            |
| 1966年 |                    | 第1戦            | 第2戦        | 第1戦 | (非選手権)     | (非選手権) | 第3戦              | 第2戦  | 第3戦    | (非選手権)       | (非選手権) | 第4戦    | 第5戦    | 第6戦  | 第4戦          |

- * 降雪により中止[3]。
- ** コスワース・SCAエンジンを使用[W 5]。他は全てホンダ・RA302Eエンジンを使用。